# Ferdinando e Carolina
Pour plus de détails, voir Fiche technique et Distribution.
Ferdinando e Carolina est un film italien réalisé par Lina Wertmüller, sorti en 1999.

## Synopsis
A la fin de sa vie, le vieux Ferdinand de Bourbon évoque ses folies de jeunesse, sa haine initiale puis son amour pour Marie-Caroline de Habsbourg-Lorraine. Dès son plus jeune âge, le vif Ferdinando se consacra aux plaisanteries et aux amusements, sans s'occuper le moins du monde des affaires politiques. A l'âge de huit ans, son père, Charles de Bourbon, devient roi d'Espagne et lui laisse le trône de Naples.
Pourtant, aujourd'hui encore, le jeune homme, devenu roi de Naples, ne semble pas s'intéresser à la gestion de l'État : bien qu'encadré par les valides (voire très conservateurs) San Severo, Tanucci et Galiani , il passe ses journées à chasser avec ses « guappi ». » et rencontre galante avec sa maîtresse, la princesse de Médine, qu'il compte épouser.
Afin de maintenir une paix durable dans la péninsule italienne, Charles a déjà arrangé le mariage du rejeton avec une fille de l'impératrice Marie-Thérèse d'Autriche : Ferdinand se fiance d'abord avec Marie-Josèphe d'Autriche puis de Marie-Jeanne d'Autriche, mais les deux meurent de la variole, il se met à haïr et à craindre à la fois la famille Habsbourg-Lorraine, qu'il accuse d'être de très mauvaise santé.
En fin de compte, son mariage avec Marie-Caroline a été convenu, célébré alors que les deux n'étaient guère que des enfants (il avait 17 ans, elle en avait 16). Malgré ce qu'il avait lui-même pensé, Ferdinando a été frappé par la beauté de sa femme et pendant un certain temps, le couple a vécu heureux. Cependant, la reine, une fois qu'elle a acquis plus d'expérience dans la vie de palais, commence à être plus sévère envers son mari (elle l'oblige à étudier) et ses conseillers, qui, contre son gré, ont les membres d'une loge maçonnique composée de amis arrêtés de la noble autrichienne.
La famille royale engendre deux filles mais n'arrivent pas à donner un héritier mâle à la couronne de Naples. Craignant que Ferdinand ne soit à la merci de sa femme, l'abbé Galiani, de mèche avec deux aventuriers français et avec l'approbation du roi Charles III, organise une mise en scène : il demande à l'ancienne bonne Sara Goudar de séduire le roi afin de l'éloigner de sa femme. La femme plantureuse réussit dans son intention et, l'ayant appris, Marie-Caroline trompe également son mari. À la fin, cependant, les deux se réconcilient et donnent finalement à Naples l'héritier mâle.

## Fiche technique
- Titre : Ferdinando e Carolina
- Réalisation : Lina Wertmüller
- Scénario : Lina Wertmüller et Raffaele La Capria
- Production : Edwige Fenech
- Pays d'origine : Italie
- Format : Couleurs - 1,66:1 - Mono
- Genre : historique
- Date de sortie : 1999

## Distribution
- Sergio Assisi : Ferdinand Ier (roi des Deux-Siciles)
- Gabriella Pession : Marie-Caroline d'Autriche
- Nicole Grimaudo : Princesse de Medina
- Lola Pagnani : Sara Goudar
- Carlo Caprioli : Joseph II (empereur du Saint-Empire)
- Leonardo Benvenuti : Bernardo Tanucci
- Moira Grassi : Comtesse S. Marco
- Vanessa Sabet : Maria Giuseppa
- Matt Patresi : Angelo Goudar
- Silvana De Santis : Marie-Thérèse d'Autriche
- Elio Pandolfi : Ferdinando Galiani
- Mario Scaccia : Ferdinand Ier (roi des Deux-Siciles) (vieux)
- Isa Danieli : Fravulella
- Armando Pugliese : Raimondo di Sangro
- Elena Presti : Lucia Migliaccio
- Gerardo Gargiulo : Charles III (roi d'Espagne)